# Bachmannia woodii
Bachmannia woodii – gatunek roślin z monotypowego rodzaju Bachmannia z rodziny kaparowatych. Występuje w południowej Afryce w Mozambiku i RPA.